# Martin M-130

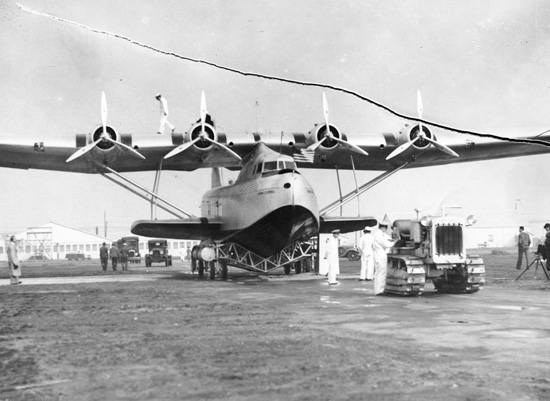
Martin M-130 an Land von vorn

Die Martin M-130 war ein viermotoriges Verkehrsflugboot des US-amerikanischen Herstellers Glenn L. Martin Company aus den 1930er Jahren. Die drei gebauten Maschinen wurden von Pan American Airways (Pan Am) eingesetzt und flogen auf der Pazifikroute von San Francisco nach Manila. Sie trugen die Namen China Clipper, Philippine Clipper und Hawaii Clipper. Ein ähnliches Flugboot (die Martin 156), genannt Russian Clipper, das für die Sowjetunion gebaut wurde, hatte einen größeren Flügel, der ihm eine größere Reichweite gab, und zwei Seitenleitwerke.

## Geschichte
Pan Am gab bereits 1931 die technischen Anforderungen an ein Langstrecken-Flugboot bekannt. Darauf wurden zwei Entwürfe eingereicht: die Sikorsky S-42 und die Martin M-130. Der Gründer und Chef der Pan American, Juan Trippe, akzeptierte beide Vorschläge. Komplett ausgerüstet kostete eine M-130 417.000 US-$, verglichen mit 242.000 US-$ für die S-42. Zum Vergleich: eine Douglas DC-2 kostete damals 78.000 US-Dollar.
Die M-130 wurde fast ausschließlich im Pazifik eingesetzt. Die Einführung des Transpazifik-Liniendienstes durch Pan Am vom 22. bis 29. November 1935 war ein historisches Ereignis der Luftfahrtgeschichte. Für die 13.100 km (8210 mi) lange Strecke benötigte die China Clipper (Kennzeichen NC 14716) 59 Stunden und 48 Minuten reine Flugzeit. Auf diesem Flug wurde nur Luftpost mitgeführt. Die Einführung des Passagierdienstes auf der Strecke fand am 21. Oktober 1936 statt.
Kritisch im Hinblick auf die Passagierkapazität war der 3800 km (2400 mls) lange Abschnitt von Kalifornien bis Hawaii. Wegen der notwendigen Treibstoffreserven konnten hier nur maximal acht Fluggäste transportiert werden, bei insgesamt 41 verfügbaren Sitzplätzen. Der Preis für die einfache Strecke San Francisco – Manila betrug damals 799 US-$, was übertragen auf die heutigen Verhältnisse etwa dem doppelten des Niveaus von Concordeflügen entspricht.

## Konstruktion
Die M-130 war ein Schulterdecker, der mit Ausnahme der Tragflächen hinter dem Hauptholm als Ganzmetallkonstruktion ausgeführt war. Zwischen den kurzen Rumpfauslegern, die die Stabilität auf dem Wasser verbesserten und auch zum Auftrieb beitrugen, und der Tragfläche befand sich eine X-förmige Verstrebung. Die Wasserungsgeschwindigkeit betrug 105–113 km/h. Die M-130 war das erste Transportflugzeug mit zweireihigen Sternmotoren und verstellbaren Triebwerksklappen zur Temperaturregelung. Selbst beim Zweimotorenflug konnte eine Höhe von 1829 m eingehalten werden. Sie war auch das erste Transportflugzeug mit Integral-Treibstofftanks.
Die 13,70 m lange Passagierkabine war in drei Abteile aufgeteilt, es gab zwei Waschräume und eine Küche.

## Verbleib
Die Hawaiian Clipper verschwand spurlos am 28. Juli 1938 östlich von Manila. Die Philippine Clipper flog am 21. Januar 1943 etwa 160 km nördlich von San Francisco gegen einen Berg, während die China Clipper am 8. Januar 1945 in Port of Spain auf Trinidad sank.

## Technische Daten
| Kenngröße             | Daten |
| --------------------- | --- |
| Besatzung             | 5 |
| Passagiere            | max. 36–41 |
| Länge                 | 27,62 m |
| Spannweite            | 39,62 m |
| Nutzlast              | 12.000 kg |
| Leermasse             | 11.505 kg |
| Reisegeschwindigkeit  | 262 km/h |
| Höchstgeschwindigkeit | ? km/h |
| Dienstgipfelhöhe      | 5200 m |
| Reichweite            | 5150 km |
| Triebwerke            | vier Pratt & Whitney R-1830 Twin Wasp mit je 618 kW (840 PS). 1939 erfolgte bei den beiden verbliebenen Maschinen ein Austausch gegen stärkere Triebwerke. |